# Faullenzer
Als Faullenzer (auch Faulenzer) wurden im 18. und 19. Jahrhundert Übersichten meist in Tabellenform bezeichnet, die Umrechnungen zwischen verschiedenen Größen, zum Beispiel Preisen, Mengen oder Gewichten beinhalteten, die für den Alltagsgebrauch benötigt wurden. Faullenzer konnten sowohl als Erleichterung bei schwierigen Umrechnungsverhältnissen vor allem bei nichtmetrischen Maßen dienen als auch von nicht mathematisch gebildeten Menschen benutzt werden. Synonym wurde auch der Begriff Hausrechner verwendet.
Beispiele:
- Der allerleichteste und allzeit fertige Hausrechner, Das ist, ganz leichte Art, alles, was einem zu Hause vorfällt, auszurechnen, Dem ist beygefügt das so bekannte, aber bisher noch niemals vollkommen ausgesetzte Zahlbüchlein, oder der sogenannte Faullenzer. zuletzt folgen gar bequeme schon ausgerechnete Tabellen für Zins, Liedlohn, Frucht, Wein und Gewicht, welche besonders denjenigen, die des Rechnens unerfahren sind, alles, was in dergleichen Materien, oder Handlungen vorkommt, ganz leicht vor Augen legen / Von dem Verfasser des Feldmessers, Ulm 1774.
- Preisberechnung per Kubikdezimeter (Holz-Tabellen oder Reductions-Tabellen des runden Holzes nach Cubikinhalt im metrischen Maaße. Ein unentbehrliches Handbuch für Forstleute, Holzhändler, Werkmeister, Schreiner, Zimmerleute und Waldbesitzer; mit einem Faullenzer, die Berechnung der Preise enthaltend, Ulm 1872. („Faullenzer enthaltend die Berechnung der Preise per Kubik-Dezimeter von 1/4 bis 3 Kreuzer, von 1 Pfennig bis 1 Silbergroschen“))
- Faulenzer, Dr. Chr. Ad. Rise’s neuer, vermehrter, fehlerfreier Faulenzer nach Mark und Pfennig nebst einem Anhang über das metrische System, Verlag Fleischhauer & Spohn, Stuttgart, o. J. [1919]